# Ceramica
Ceramica  is een geslacht van nachtvlinders uit de familie Noctuidae.

## Soorten
- Ceramica picta (Harris, 1841)
- Ceramica pisi (erwtenuil) (Linnaeus, 1758)